# Joseph Bail
Pour les articles homonymes, voir Bail.
Joseph Bail, né le 22 janvier 1862 à Limonest et mort le 28 novembre 1921 à Neuilly-sur-Seine, est un peintre naturaliste français.

## Biographie
Frère cadet du peintre Franck Bail (1858-1924), Joseph Bail reçoit sa première formation auprès de son père, Antoine Jean Bail (1830-1919), praticien de la tradition réaliste des sujets de genre, avant de passer par l'atelier de Jean-Léon Gérôme et par celui de Carolus-Duran. Adolescent, il réalise ses premières natures mortes en 1878 (Poissons de mer et Huîtres). Un an plus tard, il présente des œuvres au Salon des artistes français.
Quelques années après, il en devient l'un des plus jeunes médaillés d'honneur pour son tableau Bibelots du musée de Cluny au Salon de 1886, puis pour son célèbre Le Marmiton (1887). Passionné par le monde de la gastronomie, il peint tout autant la nourriture que ceux qui ont contribué à la préparer. Il décline les marmitons de différentes manières dans La Cigarette ou Le Repos (1892), ainsi que dans La Besogne faite où le jeune commis, affalé sur une chaise, fume négligemment une cigarette (1893). Il poursuit dans la même veine avec Les Cuisiniers (1894), Reflets de soleil (1895) ou encore Bataille de chiens (1896).
Il reçoit la médaille d'or de l'Exposition universelle de 1900 pour trois œuvres majeures : Le Goûter, Bulles de savon et La Servante.
Exécutant des œuvres dans le goût hollandais ou flamand, il s'attache à reproduire des scènes d'intérieur. Il se révèle particulièrement habile à rendre l'éclat d'un cuivre, à jouer avec la lumière d'un rayon de soleil qui entre furtivement dans la pièce, offrant à Gérald Schurr de percevoir en lui un « émule lointain du Caravage », pratiquant « des contre-jours savants à la Zurbarán ». Il se distingue par la suite avec des compositions mettant en scène des servantes — variation féminine du thème des marmitons. À la suite d'une visite aux hospices de Beaune effectuée en 1902, il va peu à peu s'intéresser à la vie des religieuses hospitalières. De cette visite vont naître Le Bénédicité (1903), Un coin de lingerie (1907) ou encore La Cuisine (1910).
Travaillant dans ses ateliers parisiens de la rue Legendre et de Bois-le-Roi, rue de la Mairie, il présente l'une de ses dernières œuvres en 1921, La Citronnade, et meurt quelques semaines plus tard à Neuilly-sur-Seine, le 28 novembre 1921.
Son œuvre caractéristique reflète moins l'influence de ses maîtres académiques que l'étude des peintures de Chardin qu'il avait vues au musée du Louvre, et les travaux de contemporains réalistes tels qu'Antoine Vollon et Théodule Ribot. Peintre intimiste, il apporte soin et réflexion à la disposition des éléments du décor et il fait preuve de beaucoup de raffinement et d'exactitude dans le choix des couleurs.

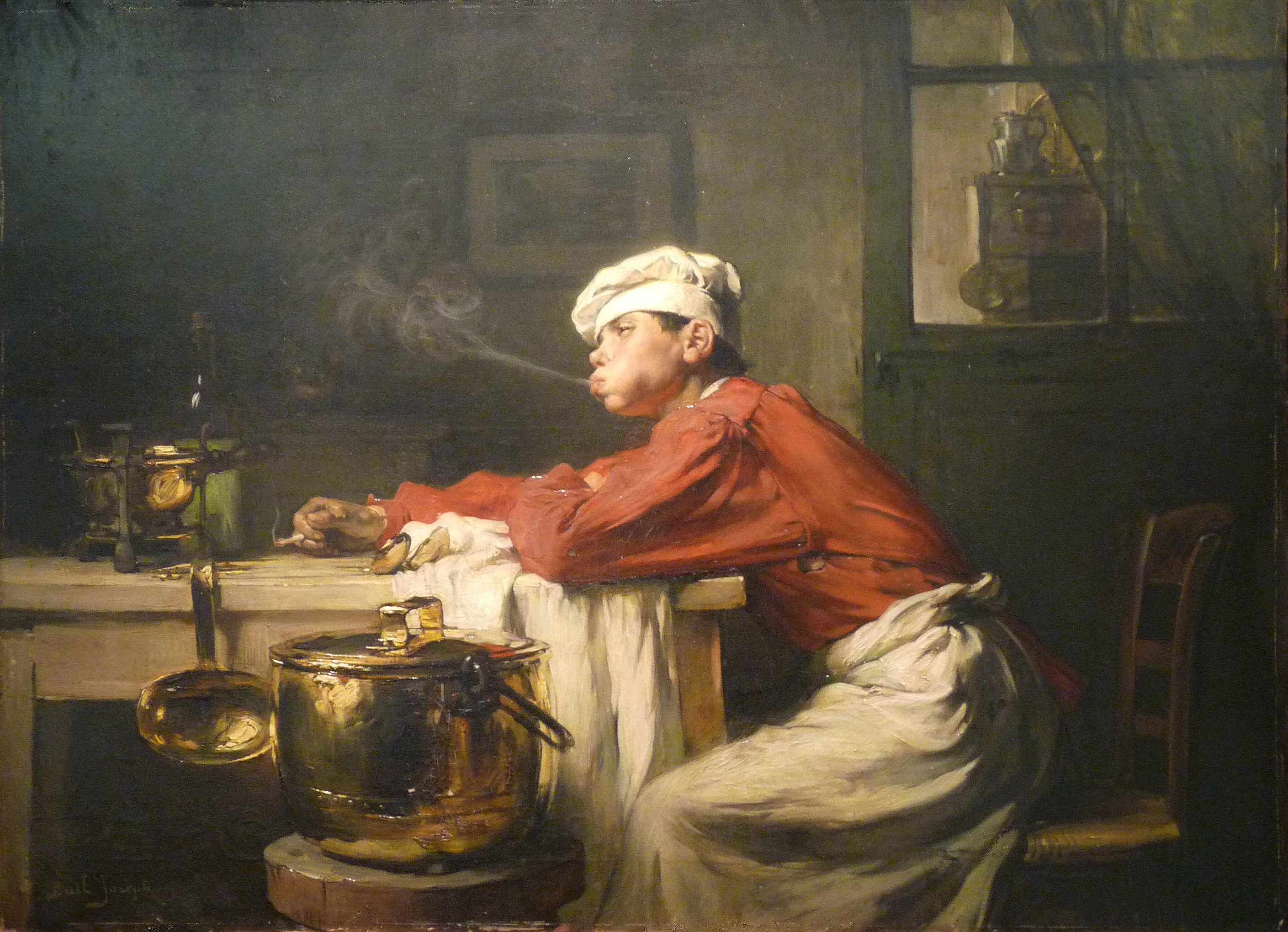
Farniente, huile sur toile, musée des Beaux-Arts de Mulhouse.

## Expositions
- Cercle de l'Union artistique, 5, rue Boissy-d'Anglas, Paris, 1908[6].
- Salon des artistes français, 1909[7], 1911[8], 1921[9].
- Trésors des collections privées, musée d'Art et d'Histoire Louis-Senlecq, L'Isle-Adam, 1995[10].
- Images de la vie silencieuse - La nature morte au XIXe siècle, musée Eugène-Boudin de Honfleur, juillet-octobre 1996[11].

## Réception critique
« Une peinture de réalisation heureuse est bien celle de Joseph Bail. Nul effort apparent. D'un angle du tableau à l'angle opposé, la sûreté est égale. Bien faire semble la formule du peintre. Il l'applique avec certitude et succès. »

— Edmond Aman-Jean

« Sa virtuosité s'est élevée des caves et des cuisines aux lingeries paisibles et aux discrets réfectoires, et s'amuse à y suivre, d'objet en objet, la caresse des rayons furtifs. »

— Henry Marcel

« Original en diable, ce producteur de chatons malins signait ses toiles Bail, Joseph, comme à l'école primaire. Ce qui est bien caractéristique de l'esprit des pompiers… »

— Jean-Paul Crespelle

« Joseph Bail complique à plaisir les jeux d'éclairage dans ses intérieurs, mais sa technique de virtuose, sa délicatesse de touche, rendent l'artifice séduisant. »

— Gérald Schurr
« While other artists were changing the shape of art through modernist distortions of form, the Bails looked backward, creating a painting style that showed a devotion to the past and reflected the values of former times »
— Gabriel P. Weisberg

« Il s'est adonné à la peinture de genre et a fait quelques toiles représentant des animaux, mais il doit surtout sa réputation à ses tableaux d'intérieurs. Son talent s'est appliqué à rendre des éclairages heureux et parfois un peu factices. Il excelle à créer dans ses toiles une lumière très vive due à l'éclat rayonnant de quelques points brillants ou à la projection directe du jour extérieur. On ne saurait dire que ce soit du grand art, mais c'est assurément l'expression d'un art original et assez harmonieux. Sa facture est très délicate et son coloris fort juste. »

— Dictionnaire Bénézit

« Joseph Bail est l'un des meilleurs peintres de cette veine traditionaliste qui se poursuit au milieu des débats sur les couleurs, la peinture de la vie moderne et, bientôt, la déformation de la perspective et l'abandon du sujet. Il poursuit, si l'on peut dire, comme Monet les effets changeants de la lumière, mais sur les chaudrons de cuivre dont la surface polie la réfléchit, dans les offices et les cuisines, dans des natures mortes. Sa peinture renvoie aux scènes intimes de l'École hollandaise… Une peinture pour une société qui, comme elle, va être totalement bouleversée. »

— Anne Foster, L'œuvre de Bail, reflet d'un monde déjà perdu

## Collections publiques

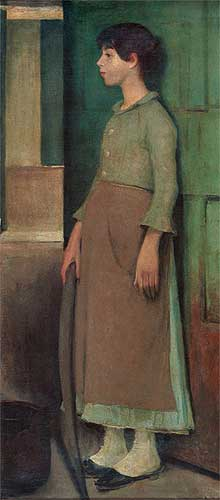
Jeune fille (1896), Porto Alegre, musée d'Art Rio Grande do Sul Ado Malagoli.

### Brésil
- Porto Alegre, musée d'Art Rio Grande do Sul Ado Malagoli : Jeune fille, 1896.
- Rio de Janeiro, musée national des Beaux-Arts : Le Cuisinier.

### Canada
- Montréal, musée des Beaux-Arts.

### États-Unis
- Boston, musée des Beaux-Arts : À la fontaine.

### France
- Beaune, Hospices de Beaune : Cinq sœurs hospitalières de l'Hôtel-Dieu devant leur ouvroir[18].
- Bois-le-Roi, mairie :
  - Louis Létang (1855-1938), maire de Bois-le-Roi de 1892 à 1908[18].
  - Le Père Coco[18].
- Denain, musée d'Archéologie et d'Histoire locale : Orfèvrerie religieuse, 1886[19].
- Digne-les-Bains, musée Gassendi : La Servante, gravure d'Henri Émile Lefort d'après Joseph Bail.
- Doullens, musée Lombart : Le Marmiton, Salon de 1887, médaille de deuxième classe[18].
- Évreux, musée d'Évreux : Le Petit mitron[20].
- Lille, palais des Beaux-Arts : Chez les sœurs hospitalières de Beaune, un coin de lingerie[18].
- Lyon, musée des Beaux-Arts :
  - Œufs sur le plat, Salon de 1891[21] ;
  - Reflets de soleil, 1895[18].
- Mulhouse, musée des Beaux-Arts : Farniente.
- Nancy, musée des Beaux-Arts.
- Paris :
  - musée d'Orsay :
    - Bibelots du musée de Cluny, 1886[22].
    - La Ménagère, Salon de 1898[23].

  - Petit Palais :
  - Les Joueurs de cartes ;
  - Cendrillon, 1900[24].
- Saintes, musée de l'Échevinage : Marmiton portant des rougets, 1887.

### Luxembourg
- Luxembourg, ambassade de Grande-Bretagne : Garçon au pichet d'eau et au chat, dépôt de la Government Art Collection (en)[25].

### Royaume-Uni
- Édimbourg, Scottish National Gallery of Modern Art : La Sœur de Joseph Bail dans son jardin[26].

### Russie
- Saint-Pétersbourg, musée de l'Ermitage : Le Marmiton[27].

Œuvres de Joseph Bail
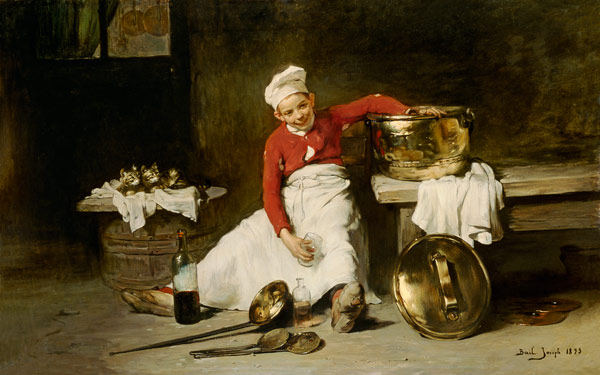
Le Marmiton (1893), Saint-Pétersbourg, musée de l'Ermitage.
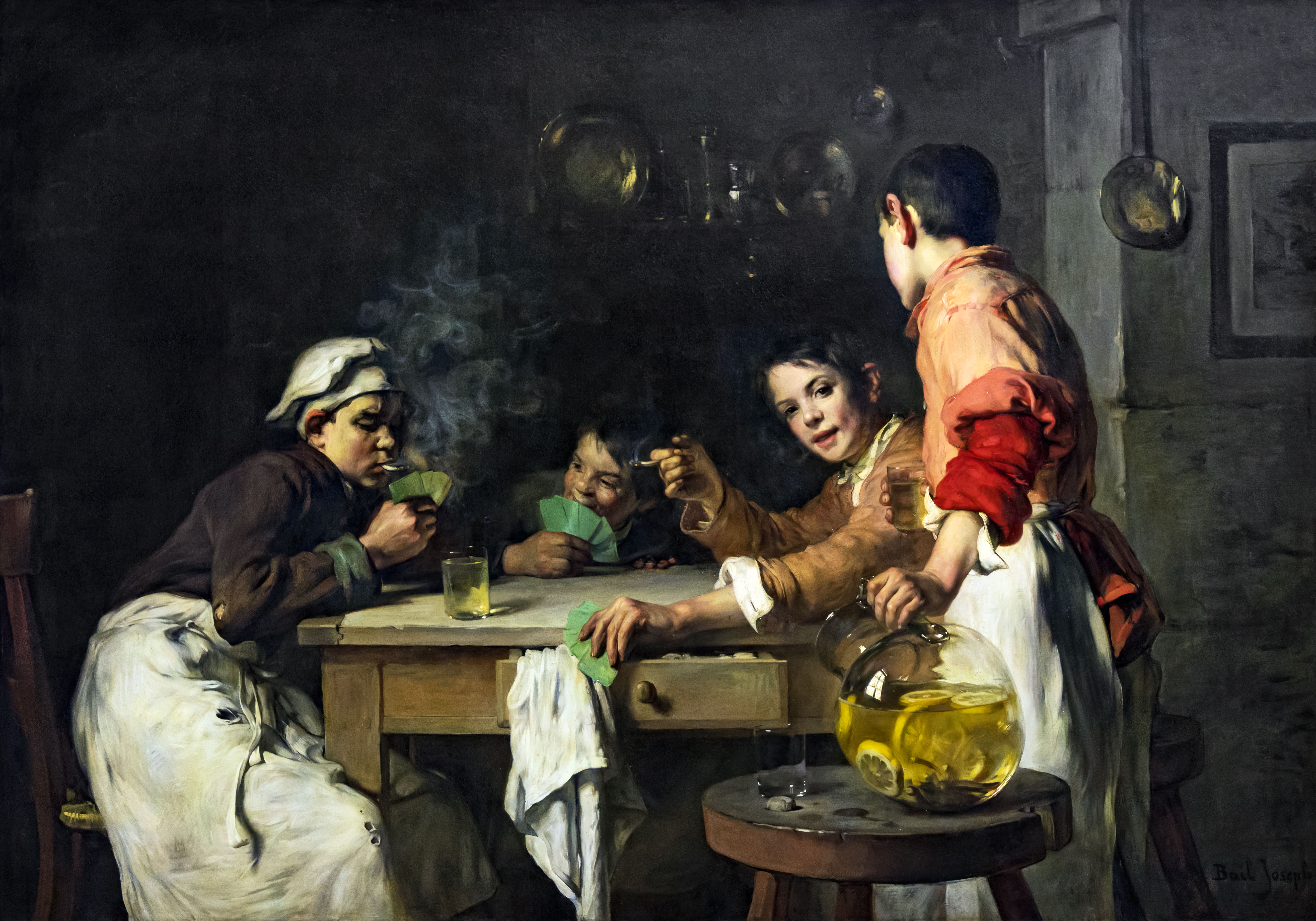
Les Joueurs de cartes (1897), Paris, Petit Palais.
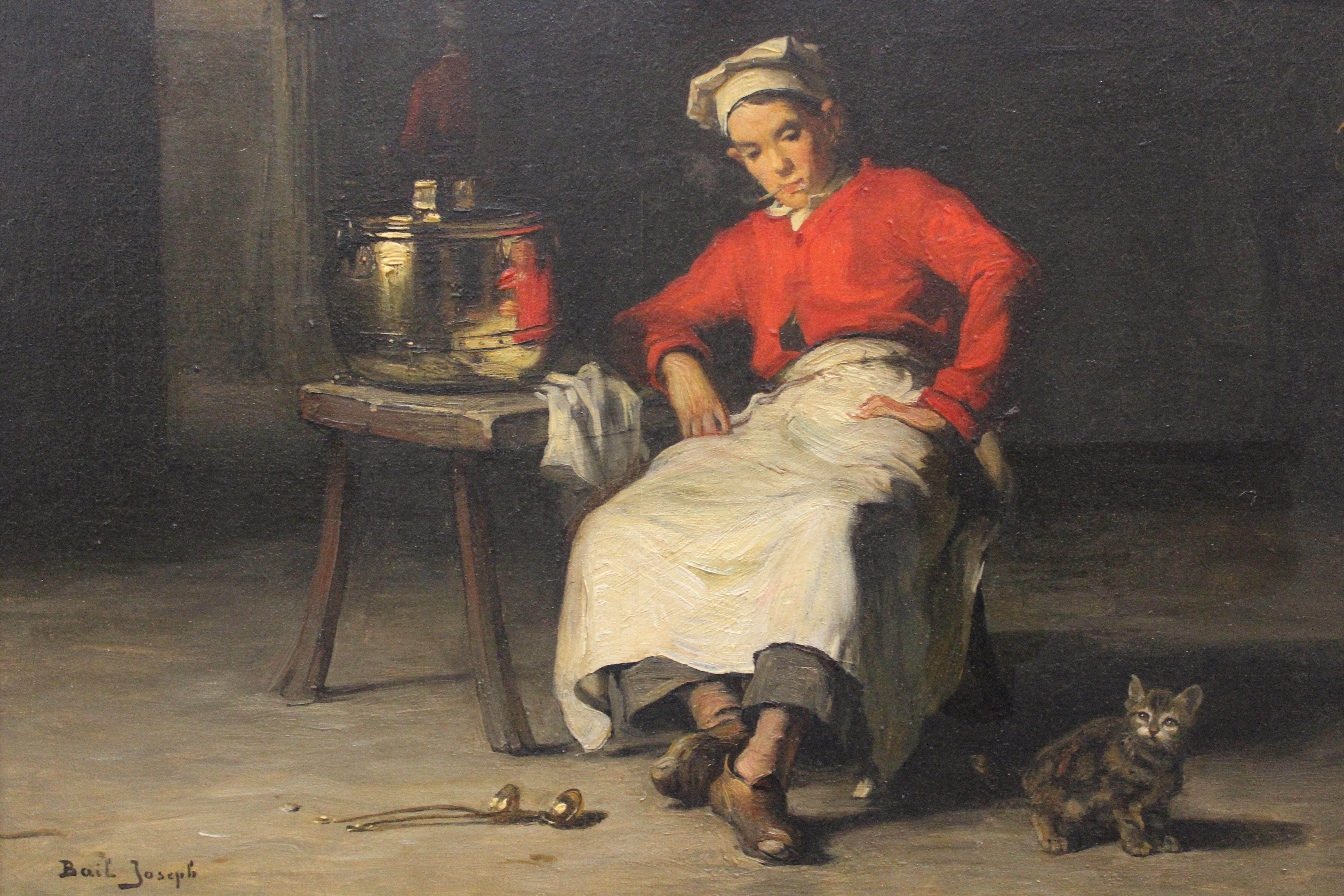
Le Petit mitron, musée d'Évreux.
Le Cuisinier, Rio de Janeiro, musée national des Beaux-Arts.
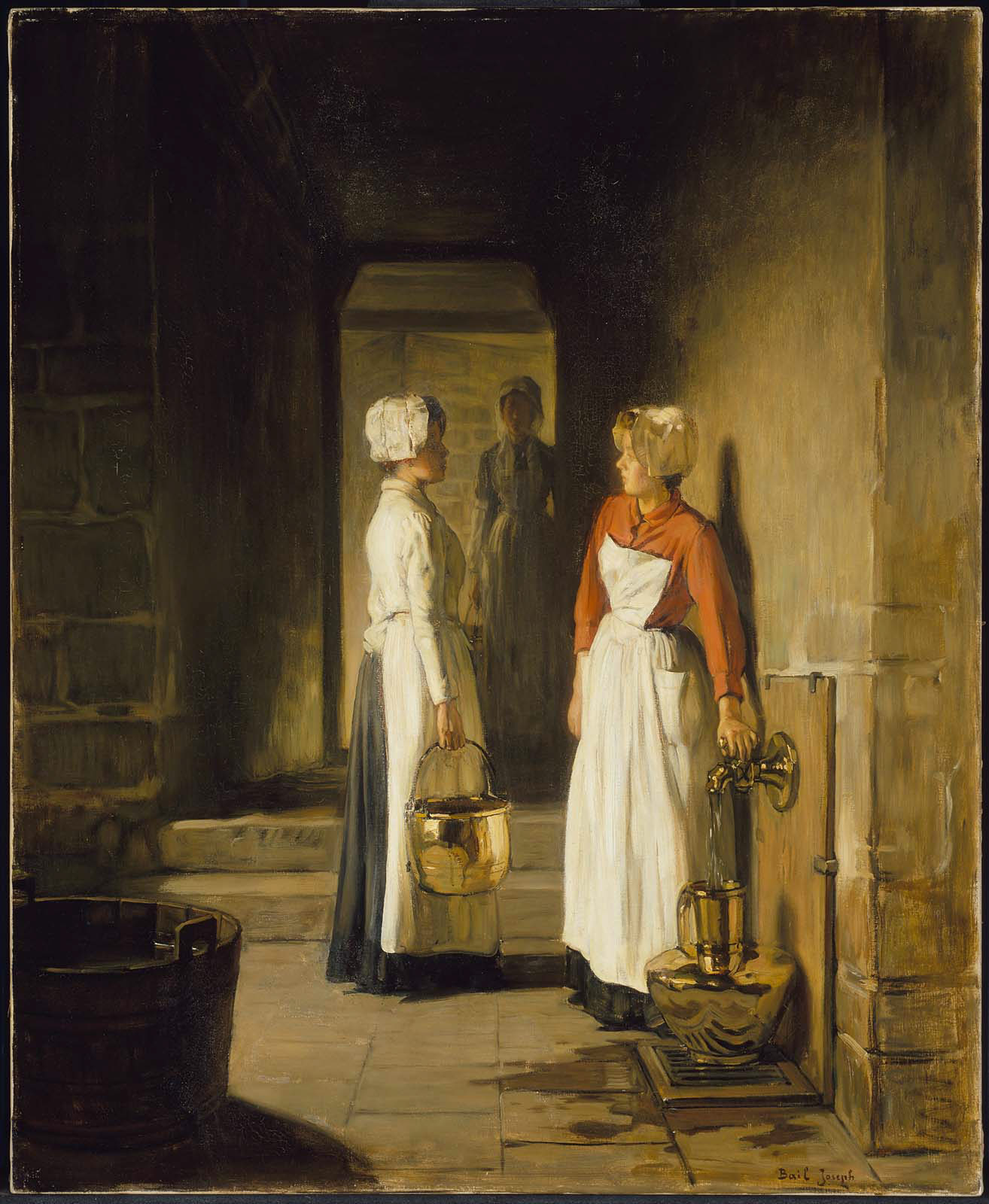
À la fontaine, musée des Beaux-Arts de Boston.
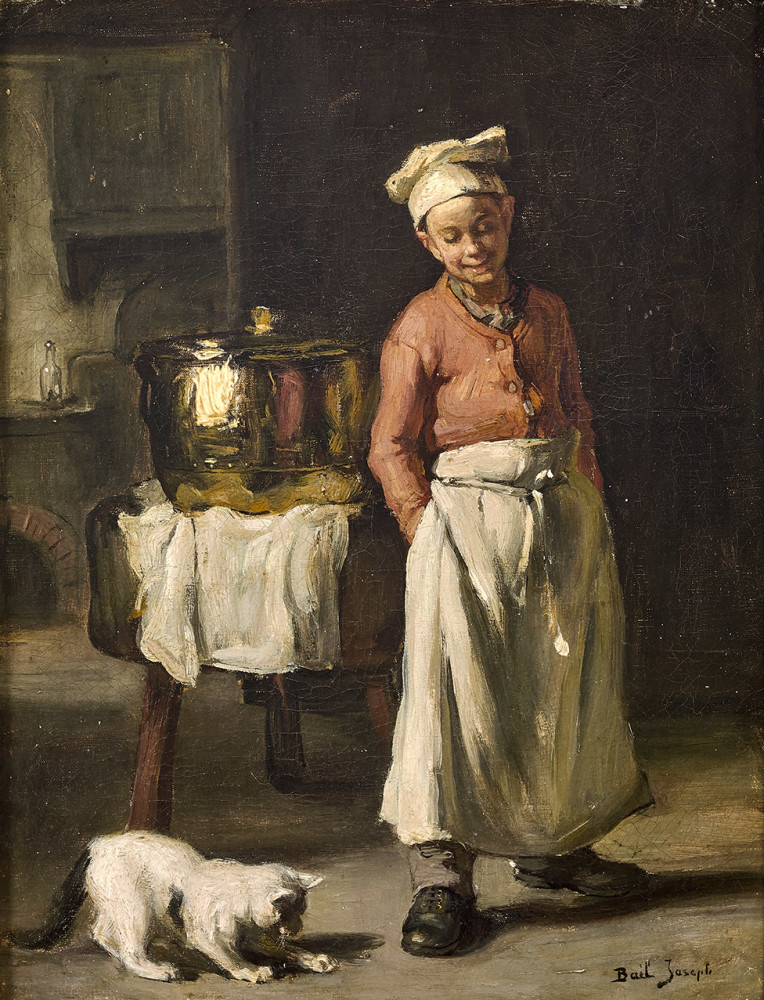
Le Marmiton, Beverly Hills, collection particulière.

## Élèves
- Auguste Félix Bauer.
- Pauline Dubron.
- Maurice Louis Monnot.
- Albert Pommier.

## Récompenses, distinctions et hommages
- Récompenses au Salon des artistes français : mention honorable en 1885, médaille de troisième classe en 1886, de deuxième classe en 1887, médaille d'argent en 1889, médaille d'honneur pour Les Dentellières en 1902[28].
- Médaille d'or à l'Exposition universelle de 1900.
- Officier de la Légion d'honneur en 1910[1],[29].
- Le nom de Joseph Bail a été donné à une rue de Bois-le-Roi.

## Iconographie
- Engel-Garry, Portrait de Joseph Bail, dessin, Paris, musée Carnavalet[30].
- Paul Chabas, Portrait du peintre Joseph Bail et de sa femme, huile sur toile, non localisée[18].